# Indothemis
Indothemis is een geslacht van libellen (Odonata) uit de familie van de korenbouten (Libellulidae).

## Soorten
Indothemis omvat 2 soorten:
- Indothemis carnatica (Fabricius, 1798)
- Indothemis limbata (Selys, 1891)